# Delfinópolis
Delfinópolis é um município brasileiro da Região Imediata de Passos, Região Geográfica Intermediária de Varginha, no estado de Minas Gerais. Dista 401 quilômetros de Belo Horizonte, e se estende numa área total de 1.171 km² elevada a 689 metros de altitude na sede municipal. Sua população recenseada em 2022 era de 8 393 habitantes.

## História

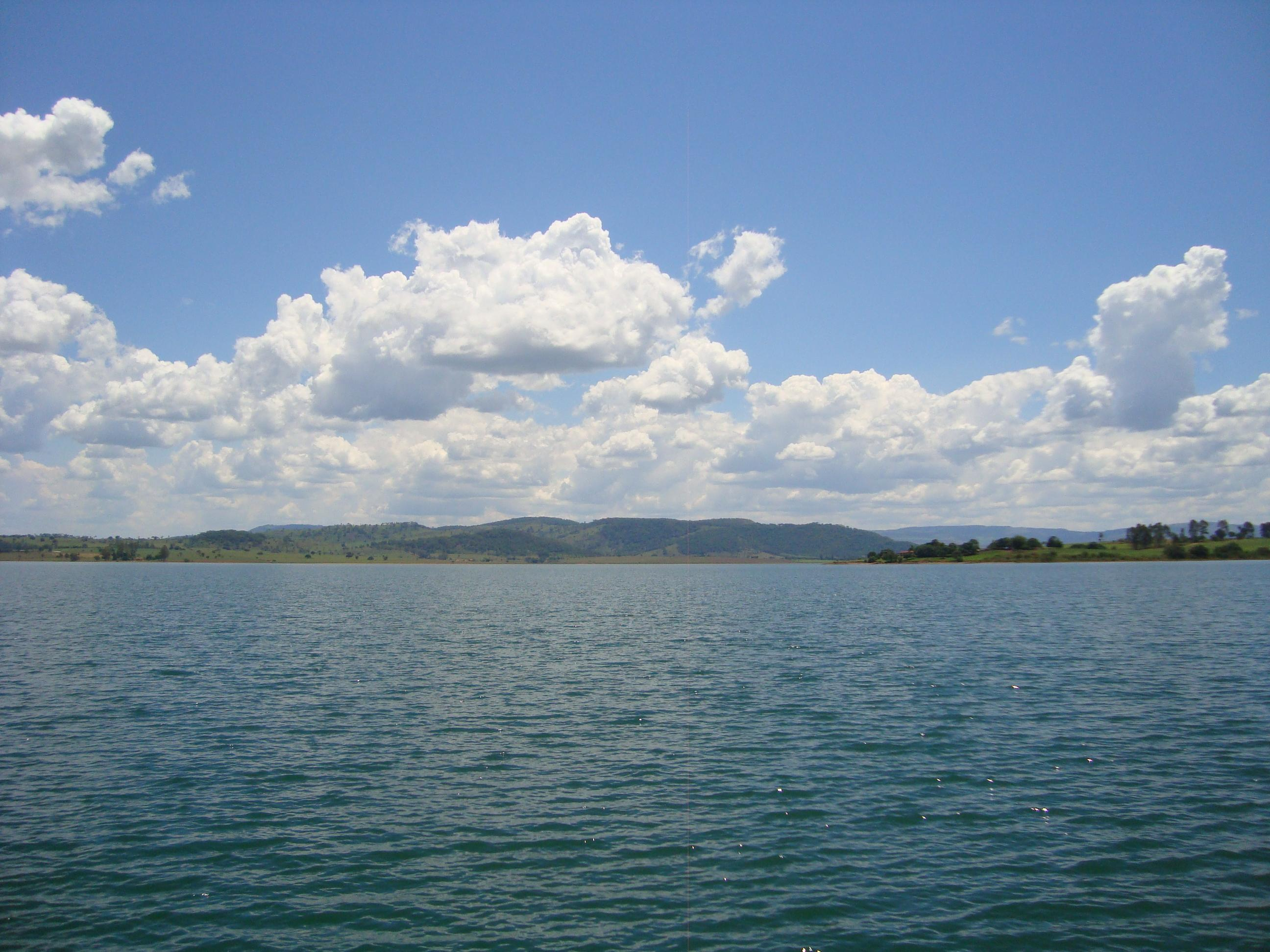
Porto da Praia Vermelha - Margem de Delfinópolis.

No século XIX, Violanta Luzia de São José, doou 288 hectares de terra para a construção da capela do Divino Espírito Santo. A partir daí, começou a se formar um núcleo chamado Povoado Espírito Santo da Forquilha. Em 1919, em homenagem ao governador do Estado, Delfim Moreira da Costa Ribeiro, a cidade recebeu o nome de Delfinópolis.
Com a implementação do turismo, a chegada do asfalto e as facilidades de deslocamento para cidades como Passos, Franca e Ribeirão Preto, a cidade passou por significativas modificações nos aspectos cultural, social e político, atraindo muitos turistas para o Porto da Praia Vermelha.

## Geografia
A cidade possui 1.375 km² de área, altitude variando entre 671m e 1.400m.

## Economia
Nas atividades agrícolas, destacam-se: milho, café, cana-de-açúcar, banana, arroz, feijão, soja. Na pecuária: leite e seus derivados, gado de corte e suinocultura.E a partir de meados do ano de 2014 a cidade se destacou com a produção de bananas.
Merece destaque o desenvolvimento do setor turístico.

## Turismo
O município faz parte do circuito turístico Nascentes das Gerais e tem como principal atração turística o Complexo do Claro, um conjunto de cachoeiras localizadas próximas ao centro da cidade. Encontra-se também uma grande parte em seu território o Parque Nacional da Serra da Canastra e anexo a esse o Vão da Babilônia, região com muitas pousadas e atrativos turísticos, rota de trilheiros e admiradores da natureza.

### Cachoeiras:
Em Delfinópolis há mais de 150 cachoeiras

#### Principais Cachoeiras:https://www.tripadvisor.com.br/Attractions-g1599475-Activities-c57-t9
- Cachoeira Maria Augusta;
- Cachoeira do Ouro;
- Vale do Céu;
- Cachoeira Ze Carlinhos;
- Cachoeira da Paz;
- Cachoeira do Ézio;
- Cachoeira do Quilombo;
- Complexo Cachoeiras Paraiso;
- Cachoeira Luquinha;
- Cachoeira da Maria Concebida;
- Cachoeira da Gruta;
- Nascentes das Gerais.